# Хокей на маса
Хокей на маса е спорт, практикуван от двама играчи на правоъгълна маса. Масата копира арената на хокея на лед. Играчите са на противоположните страни на масата, всеки играч използва пръчки под масата за преместване на своите фигурки. Мачът се печели от играча, отбелязал повече голове. Размерите на масата са 100 см на 50 см, височина 70-80 cm; Международната федерация по хокей на маса (ITHF) използва само хокеи на маса, произведени от Stiga.
Държавите, в които хокеят на маса е популярен, почти са същите като страните, които играят добре хокей на лед. Лидерите са Русия, Латвия, Украйна, Финландия и Швеция; други са Канада, САЩ, Норвегия, Чехия и Естония. В Латвия хокеят на маса е признат за официален вид спорт и получава държавна подкрепа; в други страни статутът му е по-нисък. Световната класация на ITHF съдържа повече от 10 000 играчи.
Хокей на маса е изключително бърза игра, която изисква добра координация и реакция.

## История
Хокей на маса води началото си от Канада, където през 1932 година беше направена първата дъска за игра. След него тази игра се произвежда и в САЩ и Швеция. Тъй като този спорт развива реакция и моторика, той беше препоръчан за разпространение в СССР от 1952 г. Първото национално първенство се случи в Швеция през 1982 г. Най-престижното международно състезание е Световното първенство, провеждано веднъж на две години. Първото световно първенство се случи през 1989 г. в Стокхолм; имаше 16 СП, последното се проведе в Олимпийския център Раубичи (Беларус) през 2019 г. Отборите на Швеция имат 9 победи, Русия - 6, Финландия - 1. През 2021 година се планира в Талин (Естония).

## Правила
- Един мач продължава минимум 5 минути. Времето продължава дори когато шайбата не е в игра.
- По принцип е възможен равен резултат, освен в срещи на пряка елиминация, когато е нужно да се излъчи победител – тогава може да се излъчи победител ако се използва правилото на „златния гол“.
- Голът се брои само ако шайбата остава във вратата.[8]